# Un crack
Un Crack es una película argentina de drama y deportes de 2020 dirigida por Jorge Piwowarski. El guion fue escrito por Jorge Piwowarski, Miguel Grau-Bassas y Federico Viescas. Cuenta con la participación del futbolista Maxi Rodríguez.
Debido a la pandemia por coronavirus, fue estrenada en Amazon Prime Video el 24 de agosto de 2020.

## Argumento
Diego Lamote (Christian Sancho), quien anteriormente fuera un jugador estrella y sufre una lesión que le impide seguir jugando, intenta ganarse la vida como representante de futbolistas y encuentra un candidato con todas las condiciones de "crack" en el Club Acassuso. Sin embargo, allí se encontrará con Francisco, interpretado por el actor Andrés Vicente, su antiguo mentor, con quien aún tiene asuntos por resolver.

## Reparto
- Christian Sancho como Diego Lamote.
- Andrés Vicente como Francisco Méndez.
- Gabriel Almirón como Cristóbal.
- Daniel Devita como Ricardo.
- Martin Gallo como Omar.
- Darío Levy como Granados.
- Juliana Muras como Madre de Lamote.
- Carla Pandolfi como Susana.